# Lerek
Lerek właściwie Krzysztof Lerk (ur. 17 marca 1983 w Warszawie) − polski wokalista i autor tekstów, wykonawca muzyki z pogranicza hip-hopu i R&B.
Krzysztof Lerk zadebiutował w 2002 roku na kompilacji JuNouMi Records EP Vol.2 w utworze „Pieprzyć szary beton” wraz z zespołem 2cztery7 oraz Pezetem. Następnie występował gościnnie m.in. na płytach takich wykonawców jak: DJ 600V, O$ka, Onar czy 2cztery7. W 2005 roku podpisał kontrakt wydawniczy z wytwórnią Camey Studio. 14 maja tego samego roku ukazał się debiutancki album Lerka pt. Bo bez Ciebie.
Wydawnictwo było promowane m.in. utworem „Moja panienka” z gościnnym udziałem Nowatora. Kompozycja przysporzyła Lerkowi popularności. W efekcie wystąpił m.in. na festiwalu TOPtrendy w Sopocie. Gościł także w programie TVP2 i Radia ESKA - „Hity na Czasie”. W latach późniejszych współpracował z takimi wykonawcami jak: Ansambl, Feniks, Kali czy Skazani na Sukcezz. W 2009 pojawił się gościnnie w roli rapera w serialu Samo życie, po czym zaprzestał działalności artystycznej.

## Dyskografia
| Tytuł         | Dane dot. albumu                             | Sprzedaż       |
| ------------- | -------------------------------------------- | -------------- |
| Bo bez Ciebie | - Data: 14 maja 2005 - Wydawca: Camey Studio | - POL: 2 tys.+ |

| Onar - „Weź to poczuj” (gościnnie: Lerek) | 2004 | –  | 7 | –  |
| „Moja panienka” (gościnnie: Nowator)      | 2005 | 49 | – | 26 |
| „–” utwór nie był notowany.               |      |    |   |    |

Inne
| Album                                    | Rok  | Utwór | Źródło |
| ---------------------------------------- | ---- | --- | ------ |
| JuNouMi Records EP Vol.2 (kompilacja)    | 2002 | 2cztery7, Pezet, Lerek - „Pieprzyć szary beton” | [ 7 ]  |
| Onar i O$ka – Wszystko co mogę mieć      | 2003 | „Tak blisko a tak daleko” (gościnnie: Selma, Lerek)                                                                                                  | [ 8 ]  |
| DJ 600V – 600 °C                         | 2003 | „Cześć Mes” (gościnnie: Ten Typ Mes, Lerek) | [ 9 ]  |
| Flexxip – Ten Typ Mes i Emil Blef - Fach | 2003 | „Powiedz, gdzie jest F.” (1) (gościnnie: Lerek) | [ 10 ] |
| Onar - Osobiście                         | 2004 | „Drugie piętro” (gościnnie: Lerek) „Weź to poczuj” (gościnnie: Lerek) „Wszystko albo nic” (gościnnie: Lerek)                                         | [ 11 ] |
| Tymi/Żółty - Znamię doskonałości         | 2004 | „Czy wiedziałaś?” (gościnnie: Lerek) „Talent jest kluczem” (gościnnie: Lerek)                                                                        | [ 12 ] |
| Hip-Hop.pl - Kompilacja (kompilacja)     | 2004 | Onar, Lerek - „Weź to poczuj” | [ 13 ] |
| Hiphopstacja 2 (kompilacja)              | 2004 | Onar - „Weź to poczuj” gościnnie: Lerek | [ 14 ] |
| VIVA Hip Hop vol.4 (kompilacja)          | 2004 | Onar, Lerek - „Weź to poczuj” | [ 15 ] |
| Pih – Krew, pot i łzy                    | 2004 | „Zaklubować się na śmierć” (gościnnie: Lerek) | [ 16 ] |
| Mały Esz Esz - Bez zabezpieczeń          | 2004 | „Nie lubisz mnie” (gościnnie: Lerek) | [ 17 ] |
| 2cztery7 – Funk – dla smaku              | 2005 | „Uchyl szybę” (gościnnie: Lerek) | [ 18 ] |
| Rap Eskadra 3 (kompilacja)               | 2005 | Lerek, Nowator - „Moja panienka” Lerek - „O tobie Lerek - „Bo bez Ciebie”                                                                            | [ 19 ] |
| Nowator – Alfabetyczny spis              | 2005 | „Czemu tak jest” (gościnnie: Lerek) „Moja panienka” (Album Version) (gościnnie: Lerek)                                                               | [ 20 ] |
| Camey Squad - Rytm ulicy                 | 2005 | „Powiedz jak to jest” (gościnnie: Ten Typ Mes, Pih, Chix, Nowator, Borixon, Teka, Lerek, WS.PRO, Mleko)                                              | [ 21 ] |
| Szybki Szmal – Mixtape 2005              | 2005 | „Stąpam lekko” (gościnnie: Lerek, Emil Blef) | [ 22 ] |
| Exdance - Rzeka snów                     | 2006 | „To już nie ten czas” (gościnnie: Lerek, Nowator) | [ 23 ] |
| Rap Eskadra 4 - Lato 2006 (kompilacja)   | 2006 | Nowator, Lerek - „Czemu tak jest” | [ 24 ] |
| Skazani na Sukcezz – Na linii ognia      | 2006 | „Nie ma innego miejsca dla nas” (gościnnie: Chada, Lerek) „Hawajskie koszule III” (gościnnie: Lerek)                                                 | [ 25 ] |
| Kali (Szybki Szmal) – 2002-2004          | 2006 | „Temperatura” (gościnnie: Lerek) „Hej! tańcz” (gościnnie: Scoop, Stemplo, Iwo, Lerek, Ciech) „Jestem tu tylko dla” (gościnnie: Pezet, Lerek, Rembol) | [ 26 ] |
| Nowator & Feniks - Dozwolone od lat 18   | 2007 | „Dookoła świata” (gościnnie: Lerek) | [ 27 ] |
| Ansambl - Ansambl                        | 2008 | „Nie mam czasu (by głośny)” (gościnnie: Emil Blef, Lerek, Fenix)                                                                                     | [ 28 ] |

## Teledyski
| Utwór                                   | Rok  | Reżyseria                             | Album         | Źródło |
| --------------------------------------- | ---- | ------------------------------------- | ------------- | ------ |
| „Moja panienka” gościnnie: Nowator      | 2005 | –                                     | Bo bez Ciebie | [ 29 ] |
| „Bo bez Ciebie”                         | 2005 | Mateusz Śliwa, Tygrys Film Production | Bo bez Ciebie | [ 30 ] |
| Gościnnie                               |      |                                       |               |        |
| Onar - „Drugie piętro” gościnnie: Lerek | 2004 | Mateusz Śliwa, Tygrys Film Production | Osobiście     | [ 31 ] |
| Onar - „Weź to poczuj” gościnnie: Lerek | 2004 | Mateusz Śliwa, Tygrys Film Production | Osobiście     | [ 32 ] |

## Filmografia
- Samo życie (2009, jako raper, znajomy Radosława, odc. 1341, 1344–1345)[33]